# Bladek
Onder bladek worden die goden van het Modekngeigeloof verstaan die van goede mening zijn. Deze goden worden door het volk aanbeden. De mensen proberen met de bladek te communiceren door middel van een kerong (medium).
De bladek kunnen weleens "bewakingsengels" worden genoemd omdat ze het volk beschermen indien dat nodig is.
Op begrafenissen vraagt men de bladek naar de oorzaak van de dood door middel van de kerong, een ritueel dat sis wordt genoemd.

bladek · chelid · deleb · kerong · keskes · sis · temall    –    Ngirchomkuuk · Temedad